# Płyta nagrobna prymasa Zbigniewa Oleśnickiego
Płyta nagrobna prymasa i arcybiskupa gnieźnieńskiego Zbigniewa Oleśnickiego – dzieło Wita Stwosza, znajduje się w katedrze w Gnieźnie.

## Dzieje
Prymas Zbigniew Oleśnicki zmarł 2 lutego 1493. Został pochowany 28 lutego 1493 roku w katedrze w Gnieźnie. Ku pamięci Oleśnickiego, z inicjatywy rodziny zmarłego (Andrzeja Oleśnickiego – brata prymasa oraz jednego z dalszych krewnych – Jakuba Krzyżanowskiego), Wit Stwosz wykonał płytę, którą wmurowano w posadzkę (prawdopodobnie stanowiła pokrywę podziemnej skrzyni grobowej) pod łukiem tęczowym katedry, w pobliżu dawnych gotyckich stall, krucyfiksu Jakuba z Sienna i innych cennych dzieł, które niegdyś zdobiły prymasowską świątynię. 

## Opis i analiza
Na wykonanej z czerwonego marmuru płycie, znajduje się płaskorzeźbiony wizerunek arcybiskupa. Ukazany jest en face ubrany w strój pontyfikalny. W lewej dłoni trzyma księgę, w prawej krzyż kardynalski. Silnie została wyeksponowana naturalistycznie ukazana twarz, która najtrafniej odzwierciedla otyłość prymasa. Po bokach, na wysokości twarzy arcybiskupa ukazane są dwa anioły, które dzierżą kotarę. U stóp Oleśnickiego, po prawej stronie znajduje się duża tarcza z herbem Dębno. Całe przedstawienie figuralne zostało umieszczone w arkadzie zwieńczonej łukiem trójlistnym. Powierzchnia między bordiurą a łukiem jest wypełniona misterną dekoracją ornamentalną. Wśród gęstej wici roślinnej dostrzegamy dwa ptaki. Kompozycja jest obramiona ze wszystkich stron gładką bordiurą z reliefową inskrypcją o treści:
SBIGNEO DE OLESCHNICZA ARCHIEP[ISCOP]O PRIMATI / Q[U]E GNEZNEN[SI] SUM[M]O CONSILIO ET ANIMI MAGNITUDINE PRESTANTI DICTATO[RI]AC PARENTI PATRIE FAMILIA SATO CRUCI/RIA DAMBNO VULGO NU[N]CUPATA QUARTO NONAS FEBRUARIAS MORTUO MCCCCLXXXXIII
(Zbigniewowi z Oleśnicy, arcybiskupowi i prymasowi gnieźnieńskiemu, najwyższą rozwagą i wielkodusznością celującemu, wodzowi i ojcu ojczyzny, potomkowi rodu Krzyżowego, pospolicie Dębno nazwanego, zmarłemu 2 lutego 1493). 
Na narożach ukazane są herby Dębno, Topór, Gryf i Korczak. Pod herbem Dębno jest widoczny gmerk Wita Stwosza. 
Nagrobek Zbigniewa Oleśnickiego, (bratanka kardynała krakowskiego o identycznej godności) reprezentuje wielką rodzinę europejskich płyt z płaskorzeźbionym, całopostaciowym wizerunkiem zmarłego i z inskrypcjami w bordiurze. Wystarczy choćby wymienić zespół płyt nagrobnych, dedykowanych prymasom Rzeszy i arcybiskupom przylegających do filarów międzynawowych w katedrze w Moguncji. Bliższy dziełu z Gniezna jest szereg płyt nagrobnych wywodzących się z kręgu naddunajskiego. Dla przykładu można wymienić nagrobki Henryka von Abpsberg (+1492) w katedrze ratyzbońskiej czy Albrechta Schönhofera (+1493) z katedry w Passawie. Dzieło Wita Stwosza cechuje daleko idący indywidualizm oraz konsekwencja, którą widać przede wszystkim w użyciu środków plastycznych dostosowanych do płaskiego reliefu. Stwosz osiągnął tu efekt głębokiej wręcz renesansowej przestrzeni, wprowadzając podział jej na trzy zasadnicze plany wpisane we wnęce, pod arkadą o formie późnogotyckiej z łukiem trójlistnym. Ponadto płaskorzeźbę tę cechuje wyczucie materii poszczególnych elementów, zaś powierzchnia wzbogaca fakturę i nadaje płycie dodatkowych walorów estetycznych. Widać również charakterystyczną dla rzeźby nagrobnej Stwosza równowagę między elementami o bogatej dekoracji a resztą kompozycji, gładka bordiura kontrastuje z ornamentyką znajdująca się powyżej łuku wnęki, powierzchnia kapy z meandrycznymi draperiami alby oraz wypukłym haftem roślinnym zdobiący ornat oraz kapę. 
Kolejnej analizy wymaga sam portret oraz charakter oblicza prymasa. Przykuwa wprost spojrzenie swoją mocą i silną koncentracją wyrazu. Mamy tu do czynienia z koncepcją portretu reprezentacyjnego, która rozwinęła się przede wszystkim na terenie Niderlandów. Portret o silnej ekspresji charakterologicznej chętne malowali m.in. Rogier van der Weyden czy Hans Memling. Na twarzy widać dumę i świadomość poczucia silnej wartości, twarz idealnie koresponduje z dostojeństwem pozy. 
Kotara którą podtrzymują anioły symbolizuje wejście do Królestwa Niebieskiego, tak więc arcybiskup nie leży, ani nie stoi u wrót do Raju, ale jest w momencie przejścia, co widać w hieratycznej pozie – w lekkim kontrapoście figury. Symbolika raju została również ukazana powyżej łuku – wśród bogatej wici roślinnej ukazane są papugi.

## Datowanie
Data śmierci i pogrzebu – rok 1493 – nie wydaje się być jednocześnie terminem wykonania nagrobka. W źródłach zachowała się informacja o pokwitowaniu odbioru ostatniej raty należności za zlecenie, gdzie widnieje pobieżna data – listopad 1495 roku, która wydaje się być terminus post quem dla wykonania nagrobka.